# غزال (خواننده)
لیلی قوانلو با نام هنری غزال (زاده ۱۳۰۳-درگذشت ۱۳۳۷) خواننده ایرانی در سبک سنتی بود.او حدودا بین سال های ۱۳۳۰ تا ۱۳۳۷ فعالیت می‌کرد.
غزال از معروف‌ترین و محبوب‌ترین خوانندگان دهه ۳۰ شمسی بود و ترانه های متعددی در رادیو اجرا کرد.

## زندگی‌
غزال در سال ۱۳۰۳ به دنیا آمد و در سال ۱۳۳۰ فعالیت هنری خود را آغاز کرد و به شهرت زیادی رسید.
غزال را رقیب مرضیه می‌دانستند و گفته شده که صدای این دو خواننده به هم شبیه است.مرضیه در آن زمان بیشتر آواز های فاخر می‌خواند اما غزال هم آواز های فاخر و هم ترانه های روحوضی و عامه پسند می‌خواند.
غزال در دوران فعالیتش با آهنگسازان و ترانه‌سرایان معروفی مثل ناصر رستگارنژاد و مجید وفادار همکاری کرد.
مشهورترین آهنگ‌های او عبارتند از:(یک حمومی من بسازم) ، (کیه کیه در می‌زنه؟) و (لیلی قشنگه).

## مرگ
در مورد مرگ غزال دو روایت مختلف وجود دارد:
روایت اول:غزال در آخر عمر به افسردگی دچار شد و به مصرف مواد مخدر روی آورد.او به دلیل سکته مغزی فوت کرد و گویا این سکته از اثرات مصرف مواد مخدر بود.
روایت دوم:غزال به دلیل اثرات ناشی از جراحی آپاندیس درگذشت.
غزال در ۱۷ آبان سال ۱۳۳۷ در سن ۳۴ سالگی درگذشت و در گورستان ابن بابویه به خاک سپرده شد.